# Évellys
Évellys è un comune francese del dipartimento del Morbihan nella regione della  Bretagna.
È stato creato il 1º gennaio 2016 dalla fusione dei preesistenti comuni di Naizin, Moustoir-Remungol e Remungol.
Il capoluogo è la località di Naizin.